# Арауко (провінція)
Провінція Арауко  (ісп. Provincia de Arauco) — провінція в Чилі у складі регіону Біобіо.
Включає 8 комун.
Територія — 5456 км². Населення — 166087 осіб (2017). Щільність населення — 30.44 чел./км².
Адміністративний центр - Лебу.

## Географія
Провінція розташована на південному заході регіону Біобіо.
Провінція межує:
- на півночі - Тихий океан;
- на сході — провінції Мальєко, Біобіо, Консепсьйон;
- на заході — Тихий океан.

## Адміністративний поділ
Провінція включає 8 комун:
- Арауко. Адмін. центр — Арауко.
- Каньєте. Адмін. центр — Каньєте.
- Контульмо. Адмін. центр — Контульмо.
- Куранілауе. Адмін. центр — Куранілауе.
- Лебу. Адмін. центр — Лебу.
- Лос-Аламос. Адмін. центр — Лос-Аламос.
- Тіруа. Адмін. центр — Тіруа.